# Prioma (przystanek kolejowy)
Prioma – przystanek kolejowy w Priomie, w gminie Płośnica, w powiecie działdowskim, w województwie warmińsko-mazurskim.